# Гърлян
Гърлян (на сръбски: Грљан) е село в Източна Сърбия, част от община Град Зайчар на Зайчарски окръг. Населението му е около 2800 души (2011).
Разположено е на 137 метра надморска височина в Църноречката котловина, на 5 километра южно от центъра на Зайчар и на 7 километра западно от границата с България. През XIX век селото има предимно влашко население с около 1/3 потомци на българи от Тетевенското преселване. След Втората световна война в селото се заселват много работници за близката каменовъглена мина и днес 96% от жителите се определят като сърби.